# Vindici
Vindici (en llatí Vindicius) fou el nom d'un esclau que hauria donat informació als cònsols d'una conspiració que es preparava per a la restauració dels Tarquinis. Fou recompensat amb la llibertat i hauria estat el primer esclau a rebre la manumissió per la vindicta, nom que la llegenda fa derivar (sense fonament) del nom d'aquest esclau.